# Samundri
Samundri (urdu/pendżabski: سمندری‬) – miasto w Pakistanie, w prowincji Pendżab. W 2017 roku liczyło 156 991 mieszkańców.